# Scania BR111
Scania BR111 är ett busschassi tillverkat av Scania mellan 1971 och 1978. Det ersatte och byggde vidare på Scania BR110-chassit.
Chassit har Scanias dieseldrivna 11-litersmotor, kallad D11. Motorn är tvärställd längst bak till höger i det bakre överhänget med växellådan monterad till vänster om motorn. Växellådan driver bakhjulen via vinkelväxel.
Kylarna, som har eldrivna fläktar, är monterade framför och helt skilt från motorutrymmet i separata utrymmen på höger och vänster sida för att möjliggöra bättre ljudisolering. De är då placerade precis bakom bakhjulen, vilket förhindrar placering av dörrar bakom bakaxeln.
Chassit är väldigt likt det föregående BR110-chassit, förutom att motorutrymmet byggts om för att minska ljudnivån, framförallt inne i bussarna som byggde på chassit. Det fanns liksom sin föregångare i varierande längd med endast två axlar. Chassit hade alltid en fast längd vid leverans till den karossfabrik som skulle bygga bussar på det, därefter kunde chassit justeras till önskad längd inför monteringen av karossen.
Det fanns tillgängligt dels som vanligt chassi i vänster- och högerstyrt utförande (BR111M respektive BR111MH) och även som dubbeldäckarchassi i högerstyrt utförande, då kallat BR111DH. Dubbeldäckarchassit har kylarna monterade framför bakhjulen för att möjliggöra ett kortare bakre karossöverhäng.
I Sverige byggdes kompletta bussar på chassit av Scania själva vid deras fabrik i Katrineholm hos föredetta Svenska Karosseriverkstäderna AB, och kom att kallas Scania CR111. Säffle Karosserifabrik byggde även före Volvos övertagande en buss på detta chassi, denna buss hamnade hos Linjebuss i Lund och fick inventarienummer 652. I andra länder där chassit fanns tillgängligt byggde olika lokala karosstillverkare bussar på chassit, till exempel Jonckheere i Belgien, Ikarus i Ungern, Vestfold Bil & Karosseri i Norge samt Ajokki, Deltaplan, Erikoiskori och Wiima i Finland. 
Scanias helbyggda buss Scania CR111 såldes endast ny i Sverige och Norge.
Bussar som bygger på detta chassi har normalgolv, dock med väldigt låga insteg för sin tid med endast ett trappsteg vid samtliga in-/utgångar och med ett trappsteg i mittgången till det något högre belägna golvet i den bakre delen.
Scania BR111 efterträddes 1977 av Scania BR112 och togs ur produktion året efter.

## Galleri

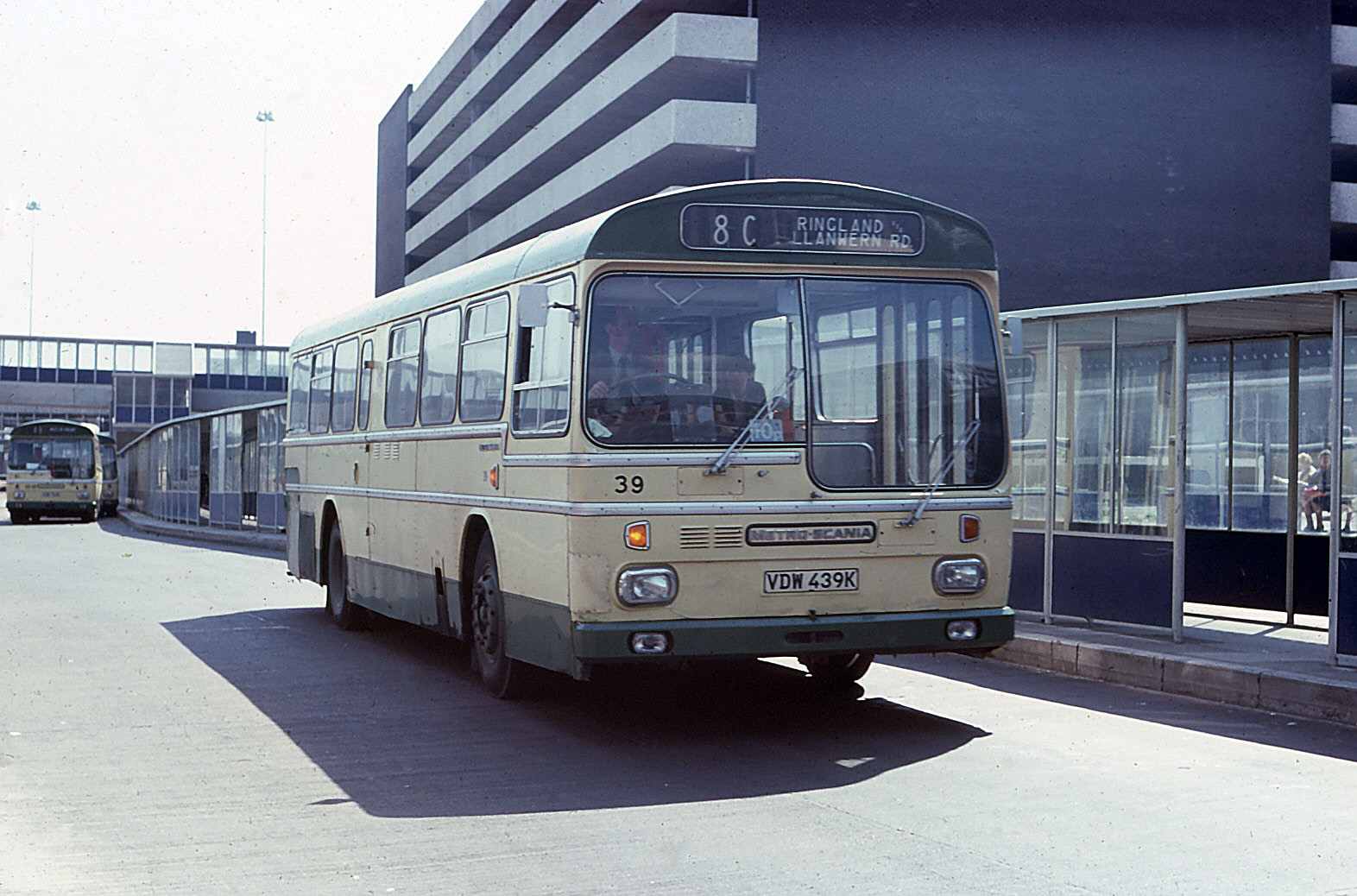
Metro-Scania, högerstyrd buss byggd på Scania BR111MH-chassi.
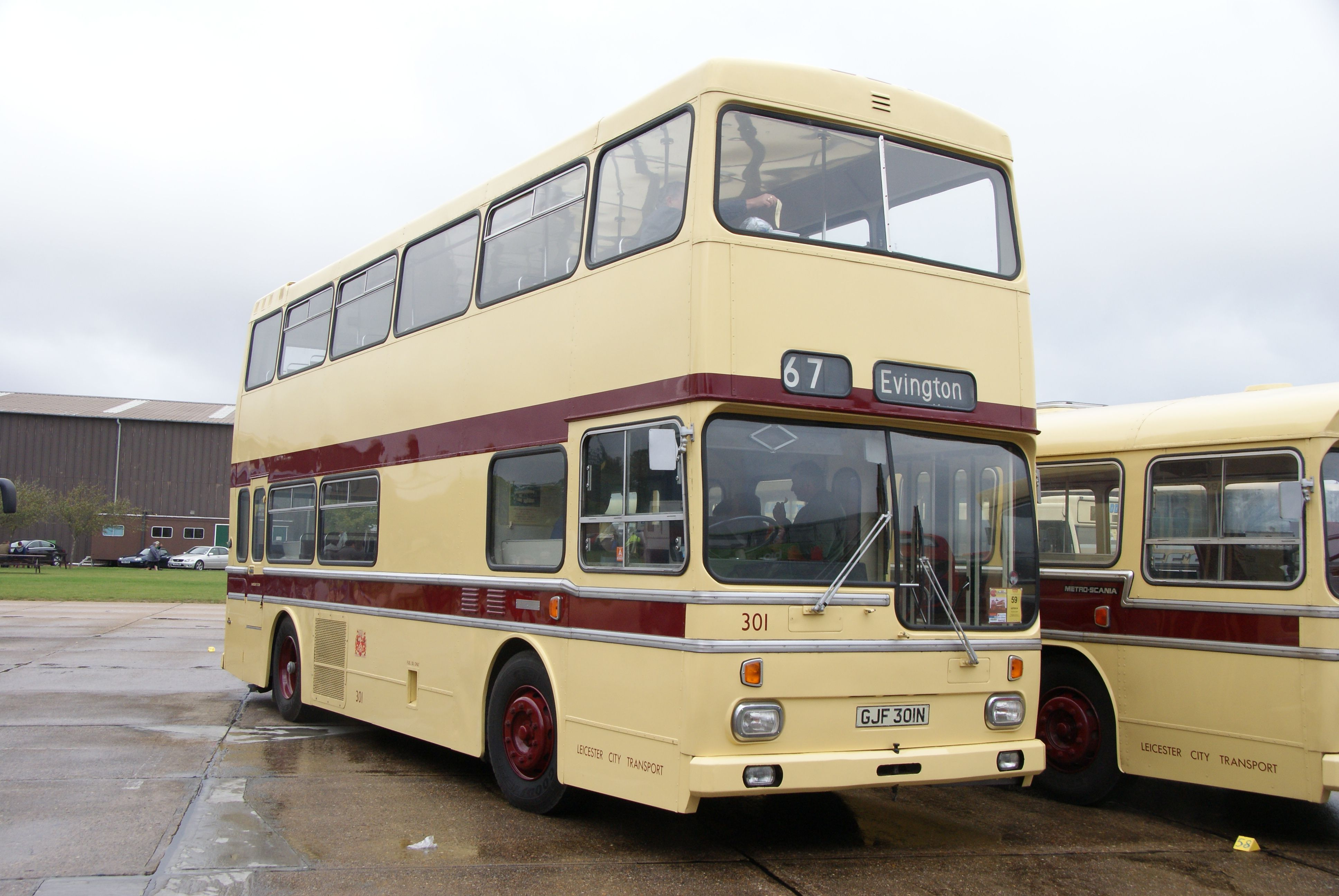
Scania Metropolitan, dubbeldäckare byggd på Scania BR111DH-chassi.